# Sivuca

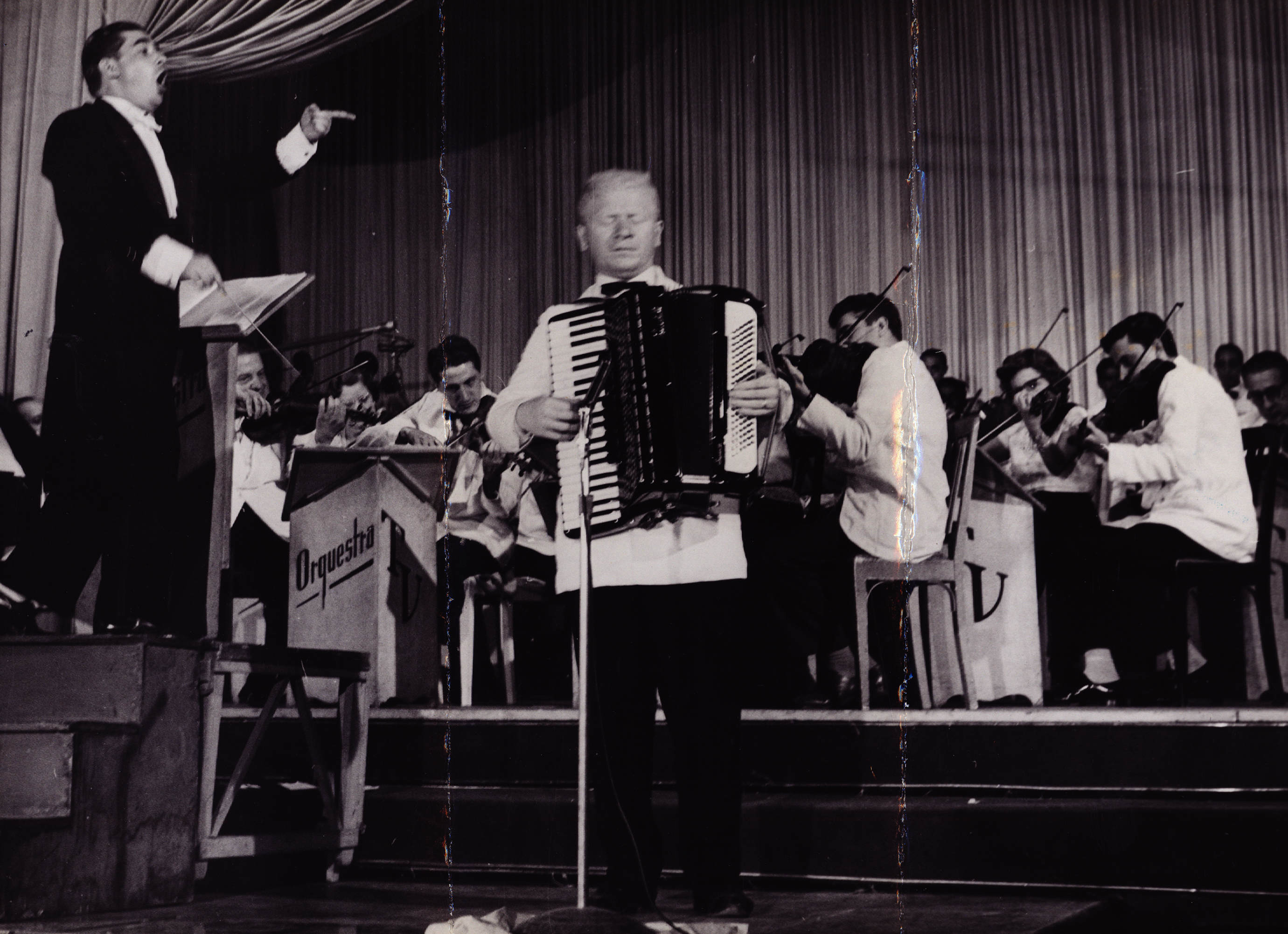
Sivuca ca 1960.

Severino Dias de Oliveira, plus connu sous le nom de Sivuca, né à Itabaiana (État du Paraíba), le 26 mai 1930, et mort à João Pessoa (État de la Paraíba), le jeudi 14 décembre 2006, est un multi-instrumentiste, chef d'orchestre, arrangeur, compositeur, orchestrateur et chanteur brésilien.

## Biographie

### Débuts au Brésil
Severino Dias de Oliveira naît, le 26 mai 1930, à Itabaiana, dans une famille de fermiers habitant une zone rurale de l'État nordestin du Paraíba. Le 13 juin 1939, jour de la saint Antoine, alors qu'il est âgé de neuf ans, Severino Dias de Oliveira reçoit, de son père, un accordéon. Celui-ci devient son inséparable compagnon. Dès cette époque, il obtient de petits engagements dans des foires et des festivals. À quinze ans, il déménage à Recife, capitale du Pernambouc et commence sa carrière professionnelle au Rádio Clube de Pernambuco. Il adopte alors le nom de scène de Sivuca. En 1948, il est membre de l'équipe de Rádio Jornal do Commercio. Il étudie la composition et l'arrangement, d'abord avec les autres membres de l'orchestre, puis avec son chef d'orchestre Guerra Peixe.
Carmélia Alves, en tournée à Recife, en 1949, le découvre et l'emmène à São Paulo, où il l'accompagne dans un enregistrement réalisé cette même année. Il est embauché par Rádio Record. En 1950, il obtient son premier succès national, Adeus, Maria Fulô, en collaboration avec Humberto Teixeira, qui est réenregistré, dans une version psychédélique, par Os Mutantes, durant les années 1960. En 1951, il enregistre, pour Continental, son premier album en 78 tours, avec Carioquinha Flamengo (Waldir Azevedo et Bonfiglio de Oliveira) et le choro Tico-Tico no Fubá (Zequinha de Abreu). La vogue internationale du baião dans les années 1950 facilite la carrière de Sivuca. Toujours en 1951, il accompagne Carmélia Alves dans le pot-pourri No Mundo do Baião. Il enregistre son second album solo, avec le frevo Frevo dos Vassourinhas Número 1 (Matias da Rocha) et le baião Sivuca no Baião (Luíz Gonzaga et Humberto Teixeira).
En 1952, il commence à enregistrer ses propres compositions, avec les choros Entardecendo et Choro Baixo (avec Luís Bandeira), et, en 1953, le baião Feijoada. Il se produit également sur scène, en solo ou avec des orchestres dirigés par Hervê Cordovil et Gabriel Migliori, tout en poursuivant sa collaboration avec le Rádio Jornal do Comércio do Recife.
À partir de 1955, il vit à Rio de Janeiro, où il travaille pour la radio et la télévision Rádio et TV Tupi, du réseau national Diários Associados.

### Carrière internationale
En 1958, Sivuca, comme accordéoniste du groupe Os Brasileiros, effectue des tournées en Europe, dans le cadre des Caravanes musicales brésiliennes, parrainées par le gouvernement brésilien. Le groupe, dirigé par Guio de Morais, se produit, pendant trois mois, avec le Trio Iraquitã, Abel Ferreira, Pernambuco et Dimas, et obtient une médaille à Londres. En 1959, Sivuca participe à une grève pour de meilleurs salaires et est licencié par Tupi. Il repart alors en Europe et se produit trois mois avec le groupe Brasília Ritmos, dont Waldir Azevedo est membre. Il s'installe à Lisbonne (Portugal), où il a trouvé un engagement dans un club, puis à Paris (France), jusqu'en 1964. La presse parisienne le consacre meilleur instrumentiste de l'année 1962. Il enregistre l'album Samba Nouvelle Vague (Disques Barclay), avec plusieurs succès de la bossa nova.
Il rentre brièvement à Recife, en 1964, avant de partir, avec Carmen Costa, aux États-Unis, où il est invité à devenir le guitariste de la chanteuse sud-africaine Miriam Makeba, par le mari et manager de cette dernière. Il  vit à New York, de 1964 à 1976, où, entre autres œuvres, il est l'auteur de l'arrangement, très réussi, de Pata Pata, de Myriam Makeba, avec laquelle il fait ensuite, durant quatre ans, des tournées en Asie, en Afrique du Nord et Amérique du Sud jusqu'à la fin des années 1960. Il est alors le directeur du groupe de la chanteuse.
En 1969, il revient à New York. L'année suivante, il dirige et interprète la musique de la comédie musicale Joy. Après avoir participé à des émissions de télévision et de radio à San Francisco et Chicago, il rejoint le groupe de Harry Belafonte, à la demande de ce dernier, en 1971. Il sera son guitariste, claviériste et arrangeur jusqu'en 1975.

### Retour au Brésil
En 1977, Sivuca rentre au Brésil et se produit sur scène avec Rosinha de Valença, au théâtre João Caetano de Rio de Janeiro. Il travaille aussi avec Hermeto Pascoal, Airto Moreira, Chico Buarque (João e Maria), Paulo Tapajós (No Tempo dos Quintais et Cabelo de Milho), João Donato, Chiquinho do Acordeon, Radamés Gnattali et Glorinha Gadelha, qui deviendra son épouse. Il compose, avec elle, Feira de Mangaio, enregistré par Clara Nunes, et considéré comme un classique du forró. Durant les années 1970, il travaille avec des musiciens de jazz scandinaves.
Il compose également les bandes sonores des films Os Trapalhões na Serra Pelada (1982) et Os Vagabundos Trapalhões (1982). En 1987, il est, aux côtés de Toots Thielemans, au Festival international de Madrid (Espagne). Sivuca effectue des tournées en Scandinavie, durant les années 1990, avec le Sivuca Brazilian Group. Il y acquiert une grande popularité en reprenant la combinaison d'accordéon et de jamsång, déjà utilisée par Monica Zetterlund, en 1965, dans son enregistrement de Att angöra en brygga. En 1987, il se rend en Norvège, en Suède et au Danemark. En 1997, il se produit à Paris (France) avec Baden-Powell.
Un des albums les plus emblématiques de la carrière de l'artiste est le Sivuca Sinfônico (Biscoito Fino, 2006), dans lequel il joue, aux côtés de l'Orchestre Symphonique de Recife, sept arrangements orchestraux de ses œuvres, un enregistrement sans précédent, unique et complet de son travail savant. Les compositions symphoniques de Sivuca se distinguent, dans la musique classique brésilienne, par l'utilisation de l'accordéon comme instrument principal des œuvres. En 2006, le musicien publie le DVD Sivuca – O Poeta do Som, qui réunit 160 musiciens invités. Treize titres sont enregistrés, dont deux avec l'Orchestre symphonique du Paraíba.
Il meurt le 14 décembre 2006, après deux jours d'hospitalisation, à l'hôpital-mémorial saint François, pour le traitement d'un cancer du larynx dont il souffre depuis 2004. Il est âgé de 76 ans. Plus de deux mille personnes suivent le cortège funèbre, le lendemain de sa mort, lors de son enterrement au cimetière du Parc des Acacias, à João Pessoa (Paraíba).

## Style
Sivuca popularise l'accordéon du nord-est du Brésil et contribue grandement à l'enrichissement de la musique brésilienne, révélant l'universalité de la musique nordestine. Il est reconnu mondialement pour ses œuvres. Ses compositions et ses œuvres comprennent, entre autres rythmes, choros, frevos, forrós, baião, musique classique, blues, jazz et bossa nova. Il se fait connaître du milieu funk par sa reprise de Ain't No Sunshine.
Beaucoup de partitions de Sivuca sont données par sa veuve, Glória Gadelha, à la collection de la Fondation Joaquim Nabuco, de Recife. Cette donation à une institution du Pernambouc est justifiée par Sivuca, qui affirme avoir une dette envers Recife, pour la formation musicale qu'il y a reçue.

## Récompense
En 2005, Sivuca reçoit, avec l'accordéoniste Oswaldinho, un Latin Grammy, dans la catégorie Folklore brésilien.

## Famille
Sivuca est marié à la chanteuse et compositrice Glorinha Gadelha. Il a une fille, Flávia, qui se consacre à la diffusion des réalisations de son père, et trois petits-enfants, Lirah, Lívia et Pedro. Sivuca est atteint d'albinisme.

## Discographie
- 1950 - Adeus, Maria Fulô, avec Humberto Teixeira.
- 1951 - Carioquinha Flamengo (Waldir Azevedo et Bonfiglio de Oliveira) et Tico-Tico no Fubá (Zequinha de Abreu), 78 tours Continental.
- 1951 - No Mundo do Baião, avec Carmélia Alves, 78 tours Continental.
- 1951 -  Frevo dos Vassourinhas Número 1 (Matias da Rocha) et Sivuca no Baião (Luíz Gonzaga et Humberto Teixeira).
- 1952 - Entardecendo et Choro Baixo (avec Luís Bandeira).
- 1953 - Feijoada.
- 1956 - Motivo para Dançar, Copacabana.
- 1957 - Motivo para Dançar Nº 2 - Sivuca e Seu Conjunto, Copacabana.
- 1959 - Sivuca E Seu Conjunto, Odeon MOFB145.
- 1962 - Samba Nouvelle Vague, disque compact Barclay 82277, 21 titres, 54 min.

rééd. 82310.
rééed. 2005, Universal Jazz, coll. Héritage Brésil 0602498-330784.
- 1962 - Bossa Nova Sivuca, avec Laura Villa, vinyle EP, 12.825.
- 1965 - Rendez-vous a Rio, Barclay 920105 (France).
- 1968 - Golden Bossa Nova Guitar, album vinyle LP, Reprise (Japon).
- 1968 - Sivuca Med Putte Wickmans Orkester, vinyle LP, InterDisc ILPS122 (Suède).
- 1969 - Putte Wickman & Sivuca, avec Putte Wickman, album vinyle LP, Four Leaf Records FLCCD184.
- 1969 - Sivuca - Guitar and Accordeon, Grammonfon AB Electra RS5162 (Suède).
- 1970 - Joy, bande sonore de la comédie musicale (Oscar Brown Jr., Jean Pace, Sivuca), album vinyle LP, RCA LSO-1166 (États-Unis).
- 1970 - Natural feelings, Buddah Records.
- 1971 - Seeds on the ground - The natural sounds of Airto, Buddah Records.
- 1972 - Belafonte Live!, VPSX6077.
- 1973 - Sivuca, Vanguard/Copacabana VSD79337.
- 1975 - Live at the Village Gate, vinyle 33 tours LP, Vanguard (États-Unis)/Copacabana VSD79352.
- 1975 - Sivuca, album vinyle LP, Viking.
- 1976 - The Essential AirtoFeaturing Flora Purim & Special Friends, BDS5668-2.
- 1977 - Aparecida Foram 17 Anos, 165507.
- 1977 - Sivuca e Rosinha de Valença Ao Vivo, vinyle LP RCA Pure Gold 107.0269.
- 1978 - Sivuca, vinyle LP, Copacabana 47.163.
- 1978 - João e Maria, avec Chico Buarque et sa sœur Miúcha, Sony Bmg/RCA.
- 1980 - Forró e Frevo, Copacabana COLP-12529.
- 1980 - Cabelo de Milho, vinyle LP, Copacabana.
- 1982 - Forró e Frevo Vol. 2, Copacabana.
- 1982 - Vou Vida Afora, Copacabana.
- 1983 - Onça Caetana, Copacabana COLP-12852.
- 1983 - Forró e Frevo Vol. 3, Copacabana.
- 1984 - Forró e Frevo Vol. 4, Copacabana.
- 1984 - Sivuca & Chiquinho Do Acordeon, avec Radamés Gnattali, vinyle LP Barclay.
- 1984 - Ain't No Sunshine, London Records.
- 1985 - Som Brasil, vinyle LP, Sonet SNTF942 (Suède).
- 1985 - Rio de Janeiry Blue, avec Sylvia Vrethammar.
- 1986 - Chiko's Bar, avec Toots Thielemans, album vinyle LP, Young/RGE 304.7028.
- 1986 - Rendez-Vous in Rio (Sivuca, Toots Thielemans, Sylvia Vrethammar), vinyle promotionnel EP, Sonet Grammofon AB (Suède).
- 1986 - Le Monde Musical de Sivuca, 83.009.
- 1987 - Sanfona e Realejo, avec Rildo Hora, vinyle LP 3M 3M4.0033, 10 titres, 40 min.
- 1987 - Let's Vamos, avec les Guitars Unlimited, d'Ulf Wakenius, RGE/Young SNTF-978.
- 1987 - Aquarela Do Brazil, avec Ulf Wakenius (guitare).
- 1990 - Um Pé No Asfalto, Um Pé Na Buraqueira, Copacabana/CBS.
- 1992 - Erik Petersen featuring Sivuca.
- 1992 - Selecao De Ouro, ABW84023.
- 1993 - Crazy Groove, 873 144 et KCD-052.
- 1993 - Pau Doido.
- 1994 - Norte Forte, 68.959.
- 1997 - Enfim Solo, KCD-092.
- 1998 (juin) - Selecao de ouro, 20 titres, 1 h 3 min.
- 1998 - 20 Successos, 495655-2.
- 1999 - Raizes Nordestinas, 520782-2.
- 2001 - Cafe Brasil.
- 2002 - Cafe Brasil 2.
- 2004 - Cada um Belisca um Pouco (Sivuca, Dominguinhos, Oswaldinho), Biscoito Fino BF583.
- 2004 - Sivuca e Quinteto Uirapuru (Sivuca, Quinteto Uirapuru), Kuarup KCD186.
- 2006 - Sivuca Sinfônico, disque compact, avec  l'Orchestre symphonique de Recife, Biscoito Fino.
- 2006 - 2 Em 1, 19 titres.
- 2007 - Terra Esperança, Kuarup KCD206.
- Homenagem à Velha Guarda.
- Sivuca, 16-475.
- Os Brasileiros Na Europa, MOFB-3029.
- Tinto e Tropical - Glória Gadelha, 78984140009.
- With Stanley Turrentine - The Sugar Man, CTI-6052.

## Filmographie
- 2006 : Sivuca - O Poeta do Som